# 熊炳琦

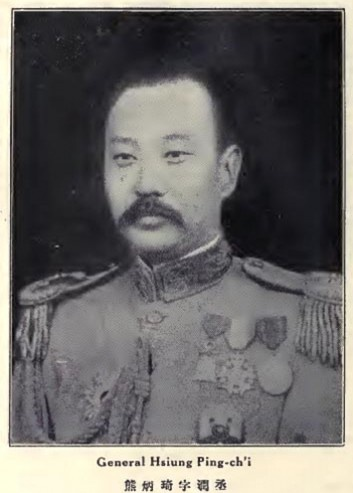

熊炳琦（1885年2月5日—1959年1月19日），字润丞，山东济宁人。中华民国及中华人民共和国政治人物。

## 生平
光绪十年十二月廿一日出生于济宁城区。熊炳琦在家中排行第三。他幼年本来有志于科举，光绪三十年（1904年）清廷废除科举制，他遂辍学经商，赴兖州城内的沽衣市街（位于中御桥西），进入延盛沽衣店向亲戚学做生意，因打碎店中茶壶受责，乃辞职当兵。他进入袁世凯在小站编练的新建陆军，不久因善于书写小楷而升任司书生，获保送入保定陆军军官学校。后来他又从天津武备学堂炮兵科和参谋学堂（北京陆军大学的前身）毕业。毕业后，他最初在北京的禁卫军参谋处任二等参谋，后升少校参谋，其间曾三次到日本考察军事及观摩演习。
1911年武昌起义后，随冯国璋赴前线镇压，任第一军司令部机要参谋官，获得冯国璋信任。南北议和、清帝退位后，升任直隶都督署参谋长、江苏都督署参谋长、北京陆军大学校长等职务。此后他获直鲁豫巡阅使曹锟赏识，任直鲁豫巡阅使署参谋长，1921年，他会同外交使团的王正廷到青岛同日本方面交涉鲁案。1922年6月4日，曹锟派熊炳琦为代表，和国务院代表高恩洪一同到天津迎接黎元洪复职。7月4日，熊炳琦获将军府授“昌威将军”。1922年9月30日，他出任山东省省长。同年11月30日起，他兼任胶澳商埠督办，成为胶澳商埠的首任督办。1923年8月，黎元洪辞去大总统一职后，摄政的国务院备文，促请国会选举总统。此后熊炳琦被曹锟召到北京，帮助曹锟贿选。10月5日，曹锟当选大总统。1924年9月，冯玉祥发动甲子政变，將曹锟軟禁于延庆楼。熊炳琦遂通电辞职，11月14日被免去山东省省长一职。
1925年，他到天津经营利中公司，此后长期担任天津利中酸廠的董事、监事。他还投资东亚毛呢厂，并任该厂董事长。1926年6月3日，正值奉系和直系联合讨伐冯玉祥期间，他应吴佩孚邀请出任河南省省长。其间，他曾代表吴佩孚参加了孙传芳发起召开的段祺瑞、吴佩孚、孙传芳三角联合会议，讨论共同防御国民革命军北伐。吴佩孚在北伐中倒台。1927年6月冯玉祥上台，熊炳琦去职。
抗日战争爆发后，1937年日军占领天津，此后他拒绝出任日本傀儡政府的官职。晚年，他篤信佛法，随北京的释真空参禅学佛。
中共建国后，他当选天津市人民代表，任天津市民革副主委。
1959年1月19日，熊炳琦病逝，享年74岁。

## 著作
- 武汉战纪